# یوشکو گواردیول
یوشکو گواردیول (تلفظ کرواتی [jôʃko ɡʋârdio:l]; زادهٔ ۲۳ ژانویهٔ ۲۰۰۲) بازیکن فوتبال اهل کرواسی است که در پست دفاع میانی برای باشگاه منچسترسیتی در لیگ برتر فوتبال انگلستان بازی می‌کند.
وی همچنین توانایی بازی در پست دفاع چپ را دارد و به عنوان یکی از بهترین مدافعان فوتبال به دلیل فیزیک بدنی و جاگیری در نظر گرفته میشود.گواردیول رکورد پاس‌های دقیق در لیگ قهرمانان اروپا را با منچسترسیتی شکست.
وی همچنین عضو تیم ملی فوتبال کرواسی است و سابقه بازی برای زیر ۲۱ سال کرواسی را دارد
یوشکو گواردیول ۴ سال پیش که در تیم جوانان دیناموزاگرب بازی می‌کرد، به این دلیل که زیاد توسط باشگاه بازی گرفته نمی‌شد تصمیم به خداحافظی از فوتبال داشت.
او در کنار پدرش در ماهی فروشی کار می‌کرد و اغلب تا ۴ صبح مشغول فروش ماهی بود،
۳ سال بعد او تیم ملی کشورش را در جام جهانی ۲۰۲۲ همراهی کرد و ۱ سال پس از آن به گران‌قیمت‌ترین مدافع تاریخ فوتبال تبدیل شد.

## افتخارات

### باشگاهی

#### دینامو زاگرب
- لیگ فوتبال کرواسی(۲): ۲۰–۲۰۱۹، ۲۱–۲۰۲۰
- جام کرواسی(۱): ۲۱–۲۰۲۰[۸]
- سوپر جام کرواسی (۱): ۲۰۱۹

#### لایپزیگ
- جام حذفی آلمان (۱): ۲۲–۲۰۲۱[۹]،  ۲۰۲۲-۲۳

#### منچستر سیتی
- سوپرجام اروپا(۱): ۲۰۲۳

- جام باشگاه‌های جهان(۱): ۲۰۲۳

### ملی
کرواسی
- مقام سوم جام جهانی فوتبال (۱): ۲۰۲۲[۱۰]

### فردی
- اسکار فوتبال – بهترین بازیکن زیر ۲۱ سال لیگ کرواسی: ۲۰۲۱
- اسکار فوتبال – تیم منتخب سال: ۲۰۲۱